# Beechcraft Premier I
Beechcraft Premier I — американский лёгкий реактивный административный самолёт производства Beechcraft.

## История
Первый полёт был совершён 22 декабря 1998 года.
23 марта 2001 года был получен сертификат типа Beechcraft Premier I.
22 сентября 2005 года был сертифицирован Premier IA.

## Конструкция
Фюзеляж Premier 1A сделан из высокопрочного композитного материала. Самолёт сертифицирован для управления экипажем в составе одного или двух пилотов.  Два двигателя Williams International FJ44-2A отличаются низким расходом топлива и высокими летно-эксплуатационными характеристиками. Установлена авионика Collins Pro Line 21.

## Аварийные ситуации и катастрофы самолётов
На 16 апреля 2020 года было потеряно 13 самолётов. При этом погибли 13 человек.
| Дата       | Бортовой номер | Место катастрофы           | Жертвы | Краткое описание |
| ---------- | -------------- | -------------------------- | ------ | --- |
| 07.01.2003 | N390RB         | Сан-Доминго                | 0/4    | При посадке выкатился за пределы ВПП. |
| 07.04.2004 | N200PR         | Yateley                    | 0/1    | Не убирались шасси. Была совершена штатная посадка. Самолет был отправлен в Blackbushe для дальнейшего технического расследования.                                                 |
| 27.05.2004 | N5010X         | Лас-Вегас                  | 0/2    | Жёсткая посадка на высокой скорости. Выкатился за пределы ВПП и пробил забор. |
| 19.03.2008 | VT-RAL         | Удайпур                    | 0/7    | Жёсткая посадка на высокой скорости. |
| 12.02.2008 | N16DK          | Leesburg Executive Airport | 0/2    | Выезд за пределы ВПП. По словам пилота он приземлился в начале ВПП, первоначальное торможение было нормальным, но потом эффективность торможения сильно снизилась. На ВПП был лед. |
| 23.12.2008 | N20NL          | Льюистаун                  | 0/4    | Жёсткая посадка и выкат за ВПП на скользкой полосе. |
| 27.07.2010 | N6JR           | Wittman Regional Airport   | 0/2    | При заходе на посадку пилот потерял контроль над самолётом. |
| 19.12.2010 | D-IAYL         | Бевер                      | 2/2    | При заходе на посадку при выполнении правого разворота потерял высоту и врезался в землю.                                                                                          |
| 22.09.2012 | VT-UPN         | Дели                       | 0/6    | При посадке сломал стойку шасси. |
| 20.02.2013 | N777VG         | Томсон                     | 5/7    | При взлёте задел крылом и разбился. |
| 04.03.2013 | VP-CAZ         | Анмас                      | 2/3    | При взлёте из-за обледенения не смог набрать высоту, задел крышу дом и упал на сарай.                                                                                              |
| 17.03.2013 | N26DK          | South Bend                 | 2/4    | При заходе на посадку из-за механических неисправностей. |
| 17.12.2013 | N50PM          | Атланта                    | 2/2    | Разбился во время возвращения в аэропорт после сообщения о технической неисправности. В крови пилота и на борту самолёта были обнаружены запрещенные препараты.                    |
| 12.03.2015 | G-OOMC         | Блэкпул                    | 0/4    | Выкатился за пределы ВПП. |

## Лётно-технические характеристики (Premier IA)

### Технические характеристики
- Экипаж: 1-2 человека
- Пассажировместимость: 6-7 (в зависимости от количества членов экипажа)
- Длина: 14,02 м
- Размах крыла:13,56 м
- Высота: 4,67 м
- Площадь крыла: 22,26 м²
- Коэффициент удлинения крыла: 8,604
- Угол стреловидности по передней кромке: 22,82°
- Угол стреловидности по задней кромке: 10,97°
- Поперечное V крыла: + 2,5°
- Средняя аэродинамическая хорда: 1,68 м
- База шасси: 5,31 м
- Колея шасси: 2,82 м
- Масса пустого: 3 824 кг
- Максимальная взлётная масса: 5 670 кг
- Масса полезной нагрузки: 1 887 кг
- Масса топлива: 1 665 кг
- Объём топливных баков: 2 092,6 л
- Двигатели: 2× ТРДД Williams FJ44-2A
- Тяга: 10,23 кН (1043 кгс)

### Лётные характеристики
- Максимальная скорость: 835 км/ч (0,8 М)
- Крейсерская скорость: 683 км/ч
- Практическая дальность: 2 519 км
- Перегоночная дальность: 2 548 км
- Практический потолок: 12 497 м
- Скороподъёмность: 29,8 м/с
- Длина разбега:  1 156 м
- Длина пробега:  966 м
- Нагрузка на крыло: 247 кг/м²
- Тяговооружённость: 0,37

## Внешние ссылки
- Beechcraft Premier IA на сайте производителя

### Похожие самолёты
- Cessna CJ1